# David Charvet
David Charvet (nacido como David Franck Guez Charvet; Lyon, 15 de mayo de 1972) es un actor y cantante francés.

## Vida personal
Charvet nació en Lyon, Francia. Su padre es el hombre de negocios judío Paul Guez. La madre de David, Christiane Charvet, es francesa. 
Él y sus hermanos hablan francés como primer idioma. Ganó la tarjeta verde a través de "la lotería de visas Morrison" en la década de 1990. Hasta hace poco, Charvet vivió en Francia, donde hizo giras (entre otras partes de Europa) como cantante.
Casado con Brooke Burke, tienen dos hijos: una hija, Heaven Rain (nacida el 8 de enero de 2007) y un hijo, Shaya Braven (nacido el 5 de marzo de 2008).
Burke ya tenía dos hijas de su relación anterior. Actualmente viven en California.

## Filmografía
- Baywatch (1992-1995)
- Seduced and Betrayed (1995)
- Derby (1995)
- Angel Flight Down (1996)
- Melrose Place (1996-1998)
- Meet Prince Charming (1999)
- Green Flash (2009); US title: Beach Kings
- Prisoners of the Sun (2009)
- The Perfect Teacher (2010); Spanish title: Falsa Inocencia; French title: Une Elève Trop Parfaite

## Reality-shows
- Dancing with the stars (2008-2009) (15 episodios)
- The Superstars (2009)
- La Ferme Célébrités (2010)

## Música
Charvet ha lanzado tres álbumes en los pasados diez años y actualmente está trabajando en el cuarto.

## Discografía

### Álbumes
- David Charvet (1997)
- Leap of faith (2002)
- Se laisser quelque chose (2004)

### Singles
- "Should I leave" (1997)
- "Regarde-toi" (1997)
- "Jusqu'au bout" (2002)
- Versión inglesa: Leap of faith
- "Apprendre à aimer" (2002)
- Versión inglesa: Teach me how to love
- "Take you there" (2003)
- Versión francesa: Entre ciel et terre
- "Je te dédie" (2004)
- "Sometimes it rains" (2006)

### Lanzamiento digital
- "I swim with the birds" (2010)